# Lophopyxis maingayi
Lophopyxis maingayi je jediný zástupce čeledi Lophopyxidaceae vyšších dvouděložných rostlin z řádu malpígiotvaré (Malpighiales). Je to úponkatá dřevnatá liána se střídavými jednoduchými listy a drobnými květy v latovitých květenstvích. Druh se vyskytuje v tropické Asii od Malajsie přes Novou Guineu po Tichomoří. Stonky se místně používají k vázání došků.

## Popis
Lophopyxis maingayi je jednodomá dřevnatá liána s úponkami vzniklými přeměnou květenství. Listy jsou jednoduché, střídavé, zubaté, s palisty. Květy jsou drobné, jednopohlavné, pravidelné, pětičetné, v úžlabních latách klubíček. Kalich je složen z 5 krátce srostlých lístků, koruna z 5 volných lístků. Samčí květy obsahují 5 tyčinek a 5 staminodií. Semeník v samičích květech je svrchní, srostlý ze 4 až 5 plodolistů, se stejným počtem komůrek a přisedlých blizen. V každém plodolistu jsou 2 vajíčka. Plody jsou jednosemenné, typu samara, opatřené 5 křídly.

## Rozšíření
Druh se vyskytuje v tropické Asii od Malajského poloostrova přes Jihovýchodní Asii po Karolínské ostrovy v Tichomoří. Roste jako liána v primárních tropických pralesích, kde dosahuje korunního patra, na pralesních okrajích, také v poříčních lesích a někdy i v mangrovech.

## Taxonomie
V minulosti byl tento druh řazen do samostatné čeledi v rámci řádu jesencotvaré (Celastrales) nebo vřazen do čeledi jesencovité (Celastraceae).
V systému APG I je tato čeleď vedena mezi čeleděmi s nejasným zařazením, v systému APG II je již zařazena v řádu malpígiotvaré (Malpighiales). Podle kladogramů je sesterskou skupinou čeleď Putranjivaceae.
Podle některých zdrojů existují 2 nebo dokonce 3 druhy rodu Lophopyxis.

## Význam
Tuhé stonky se snadno štípají a na Bismarckových ostrovech se používají k vázání došků.